# 埃爾帕拉伊索 (查拉特南戈省)
14°6′N 89°4′W / 14.100°N 89.067°W
埃爾帕拉伊索（西班牙語：El Paraíso），是薩爾瓦多的城鎮，位於該國西北部，由查拉特南戈省負責管轄，面積52.14平方公里，海拔高度260米，2013年人口12,078，人口密度每平方公里231.65人。